# Corey Burton
Corey Weinberg (Los Angeles, 3 augustus 1955), als acteur bekend onder de naam Corey Burton, is een Amerikaanse stemacteur.
Weinberg is onder andere bekend van zijn stemrollen als Kapitein Haak, Otto van Drakenstein, Dale, Grumpy, De Magische Spiegel, Yen Sid, Chernabog, Pieter, Deurknop, Twiedeldie en Twiedeldom, Rups, Gekke Hoedenmaker in Disney-producties. Ook sprak hij de stem in van Shockwave in The Transformers televisieserie (1984-1987), Brainiac in de DC Animated Universe, Zeus in de God of War computerspelserie, Count Dooku en Cad Bane in de Star Wars projecten, en Hugo Strange in Batman: Arkham City (2011).

## Filmografie
Een selectie van de stemmenrollen van Corey Burton: